# Rainer Maria Woelki
Rainer Maria kardinál Woelki (* 18. srpna 1956, Kolín nad Rýnem-Mülheim) je německý římskokatolický kněz, bývalý arcibiskup berlínský, kardinál a od 11. července 2014 arcibiskup kolínský.

## Život
Narodil se v rodičům pocházejícím z Fromborku v nynějším Polsku, kteří museli v důsledku změn státních hranic v roce 1945 opustit svůj domov. Studium na Hölderlinově gymnáziu v Kolíně nad Rýnem-Mülheimu ukončil v roce 1977 maturitou a po absolvování základní vojenské služby studoval v letech 1978 až 1983 katolickou teologii a filosofii na bonnské a freiburské univerzitě. Kněžské svěcení přijal 14. června 1985 v kolínské katedrále sv. Petra z rukou kardinála Höffnera.
Poté působil jako farní vikář ve farnosti u kostela Panny Marie v Neussu, prezident jednoty Kolpingova díla Neuss-centrum, vojenský kaplan v Münsteru-Handorfu a jako farní vikář ve farnosti u kostela sv. Josefa v Ratingenu. V roce 1990 se stal arcibiskupským kaplanem a osobním tajemníkem kolínského arcibiskupa Joachima kardinála Meisnera a v letech 1997 až 2003 vykonával funkci ředitele teologického konviktu Collegium Albertinum v Kolíně nad Rýnem. Dne 21. listopadu 1999 mu papež Jan Pavel II. udělil titul kaplana Jeho Svatosti a v roce 2000 získal doktorát teologie na Papežské univerzitě svatého Kříže v Římě.
Dne 24. února 2003 byl jmenován pomocným biskupem kolínským a titulárním biskupem skampským, biskupské svěcení obdržel 30. března 2003. Když berlínský arcibiskup Georg Maximilian kardinál Sterzinsky rezignoval 24. února 2011 na svůj úřad a 30. června 2011 zemřel, jmenoval papež Benedikt XVI. dne 2. července jeho nástupcem Woelkiho (úřadu se ujal 27. srpna 2011). Dne 18. února 2012 jej papež Benedikt XVI. jmenoval kardinálem. Dne 11. července 2014 jej papež František ustanovil jako nového arcibiskupa kolínského.
V důsledku konfrontace s případy sexuálního zneužívání, kdy byl Woelki obviňován, že nepostupoval dostatečně razantně, nařídil papež František v červnu 2021 apoštolskou vizitaci arcidiecéze. 24. září Vatikán oznámil, že kardinál Woelki bude ponechá v úřadu, ale odebere se načas do duchovního ústraní, od 12. října 2021 do 1. března 2022. Na tuto dobu byl jmenován administrátorem arcidiecéze kolínské světící biskup Rolf Steinhäuser.